# Prospero (plant)
Prospero is een geslacht uit de aspergefamilie. De soorten komen voor in het Middellandse Zeegebied en de Kaukasus.

## Soorten
- Prospero autumnale
- Prospero battagliae
- Prospero corsicum
- Prospero depressum
- Prospero elisae
- Prospero fallax
- Prospero hanburyi
- Prospero hierae
- Prospero hierapytnense
- Prospero idaeum
- Prospero minimum
- Prospero obtusifolium
- Prospero paratethycum
- Prospero rhadamanthi
- Prospero talosii